# Ain't She Sweet (album)
Ain't She Sweet - The Beatles & Other Great Group Sounds from England è una raccolta dei Beatles, di Tony Sheridan e degli Swallows. È stata pubblicata solo in America nel 1964.

## Tracce
Lato A
1. Ain't She Sweet (Ager-Yellen) - registrata dai Beatles
2. Sweet Georgia Brown (Bernie-Pinkard-Casey) - registrata da Tony Sheridan con i Beatles
3. Take Out Some Insurance On Me, Baby (Singleton) - registrata da Tony Sheridan con i Beatles
4. Nobody's Child (Coben-Foree) - registrata da Tony Sheridan con i Beatles
5. I Wanna Be Your Man (Lennon-McCartney) - registrata dagli Swallows
6. She Loves You (Lennon-McCartney) - registrata dagli Swallows

Lato B
1. How Do You Do It? (Murray) - registrata dagli Swallows
2. Please Please Me (Lennon-McCartney) - registrata dagli Swallows
3. I'll Keep You Satisfied (Lennon-McCartney) - registrata dagli Swallows
4. I'm Telling You Now (Garrity-Murray) - registrata dagli Swallows
5. I Want to Hold Your Hand (Lennon-McCartney) - registrata dagli Swallows
6. From Me to You (Lennon-McCartney) - registrata dagli Swallows

## Formazione

### Tracce dei Beatles e Tony Sheridan
- Tony Sheridan: voce nelle tracce 2 e 3, chitarra solista
- John Lennon: cori, voce nella traccia 1, chitarra ritmica
- Paul McCartney: cori, basso elettrico
- George Harrison: cori, chitarra ritmica, chitarra solista nella traccia 1
- Pete Best: batteria

### Tracce degli Swallows
- Kassim Rahamt: voce
- Affandi Ranhman: batteria
- Yousope Lamat: chitarra ritmica, pianoforte
- Yahaya Galib: basso elettrico
- Hamid Ba'has: chitarra solista, sassofono[1]